# Timocratie
Timocratie (etymologisch van het Oudgrieks τιμή, timē, "eer", "(in)schatting", en κράτος, kratos, "macht") is een staatsvorm waarbij een zekere mate van welstand van de burgers voorwaarde is voor het uitoefenen van politieke rechten of het bekleden van bestuurlijke ambten.
Voorbeeld van een timocratische staatsregeling was het systeem dat Solon van Athene in 594 v.Chr. invoerde. Hij deelde de Atheense bevolking in vermogensklassen in, waarna de politieke rechten van de burgers recht evenredig waren met de vermogensklasse waartoe zij behoorden. Ook de Romeinse comitia centuriata steunde op een timocratische indeling van de burgers.